# Kisvicsáp
Kisvicsáp (szlovákul Vyčapky) Szulányvicsáp településrésze, korábban önálló falu Szlovákiában, a Nyitrai kerületben, a Nyitrai járásban.

## Fekvése
Nyitrától 16 km-re északra fekszik, Szulányvicsáp északi részét képezi.

## Története
1247-ben "Wichap" alakban említik először. Részben Nyitra várának uradalmához tartozott, részben több nemesi család birtoka volt. 1815-ben   szőlőskertje és tíz háza volt. 1787-ben 27 házában 183 lakos élt, akik főként mezőgazdasággal foglalkoztak.
Vályi András szerint "Kis Vicsap, és Nagy Vicsap. 2. Tót faluk Nyitra Várm. földes Uraik több Urak, fekszenek Csermendhez nem meszsze; határjaik jók, réttyeik meglehetősek, fájok van, szőlejik jól termők, legelőjök elég, piatzok sem meszsze."
Fényes Elek geográfiai szótárában "Kis-Vicsap, Nyitra vm. tót f. Csermend filial., 204 kath., 2 evang., 15 zsidó lak. Ut. p. Nyitra." 
A trianoni békeszerződésig Nyitra vármegye Nagytapolcsányi járásához tartozott. 1960-ban egyesítették Szulánnyal, Szulányvicsáp néven.

## Népessége
1910-ben 321, többségben szlovák lakosa volt, jelentős magyar kisebbséggel.
2001-ben Szulányvicsáp 476 lakosából 475 szlovák volt.

## Nevezetességei
- Barokk-klasszicista kastélya a 18. század második felében épült.

## Külső hivatkozások
- Községinfó
- A község Szlovákia térképén
- Travelatlas.sk
- E-obce.sk Archiválva 2010. április 8-i dátummal a Wayback Machine-ben